# Tony Hsieh
Tony Hsieh (Urbana, Illinois, Estados Unidos, 12 de diciembre de 1973 - Bridgeport, Estados Unidos, 27 de noviembre de 2020) fue un empresario de Internet y capitalista de riesgo estadounidense. Se retiró como CEO de la empresa de ropa y calzado en línea Zappos en agosto de 2020 después de veintiún años. Antes de unirse a Zappos, Hsieh cofundó la red de publicidad en Internet LinkExchange, que vendió a Microsoft en 1998 por 265 millones de dólares.
El 27 de noviembre de 2020, dos semanas y un día antes de cumplir 47 años, Hsieh murió por complicaciones de quemaduras e inhalación de humo sufridas en el incendio de una casa que ocurrió nueve días antes, el 18 de noviembre.

## Primeros años
Hsieh nació en Urbana, Illinois. Hijo de Richard y Judy Hsieh, inmigrantes de Taiwán que se conocieron en la escuela de posgrado en la Universidad de Illinois. Su padre era ingeniero químico y su madre era trabajadora social. La familia de Hsieh se mudó a California cuando tenía cinco años. Creció en el Área de la Bahía de San Francisco. Tenía dos hermanos menores, Andy y Dave.
En 1995, Hsieh se graduó de la Universidad de Harvard con un título en informática. Mientras estaba en Harvard, dirigió el Quincy House Grille vendiendo pizza a los estudiantes en su dormitorio; su mejor cliente, Alfred Lin, más tarde fue director financiero y director de operaciones de Zappos. Después de la universidad, Hsieh trabajó para Oracle Corporation. Después de cinco meses, se fue para cofundar la red publicitaria LinkExchange.

## Carrera

### LinkExchange
En 1996, Hsieh comenzó a desarrollar la idea de una red publicitaria llamada LinkExchange. A los miembros se les permitió anunciar su sitio a través de la red de LinkExchange mostrando anuncios publicitarios en su sitio web. Se lanzaron en marzo de 1996, con Hsieh como director ejecutivo, y encontraron sus primeros treinta clientes enviando correos electrónicos directos a los webmasters. El sitio creció y, en noventa días, LinkExchange tenía más de 20.000 páginas web participantes y sus anuncios publicitarios se mostraban en más de 10 millones de veces. En 1998, el sitio tenía más de 400.000 miembros y cinco millones de anuncios rotan diariamente. El 5 de noviembre de 1998, LinkExchange se vendió a Microsoft por 265 millones de dólares.

### Venture Frogs
Después de la venta de LinkExchange a Microsoft, Hsieh cofundó Venture Frogs, una incubadora y empresa de inversión, con su socio comercial, Alfred Lin. El nombre se originó a partir de un desafío. Una de las amigas de Hsieh dijo que invertiría todo si eligieran "Venture Frogs" como el nombre, y la pareja la aceptó en la apuesta (aunque aún no han visto dinero). Invirtieron en una variedad de nuevas empresas de tecnología e Internet, incluidas Ask Jeeves, OpenTable y Zappos.

### Zappos
En 1999, Nick Swinmurn se acercó a Hsieh y Lin con la idea de vender zapatos en línea. Hsieh se mostró inicialmente escéptico y casi borró el correo de voz inicial de Swinmurn. Después de que Swinmurn mencionara que "el calzado en Estados Unidos es un mercado de 40.000 millones de dólares, y el 5% de ese ya se vendía mediante catálogos de pedidos por correo en papel", Hsieh y Lin decidieron invertir a través de Venture Frogs. Dos meses después, Hsieh se unió a Zappos como CEO, comenzando con $ 1.6 millones en 2000. Para 2009, los ingresos alcanzaron mil millones de dólares.
Sin un precedente que lo guíe, Hsieh aprendió cómo hacer que los clientes se sientan cómodos y seguros comprando en línea. Zappos ofrecía envío gratuito y devoluciones gratuitas, a veces de varios pares. Hsieh repensó la estructura de Zappos y en 2013 se convirtió durante un tiempo en una holacracia sin títulos de trabajo, lo que refleja su creencia en los empleados y su capacidad para autoorganizarse. La empresa contrató solo alrededor del 1% de todos los solicitantes. Llamada así por la palabra española para shoes, "zapatos", Zappos a menudo figuraba en Fortune como una de las mejores empresas para trabajar, y más allá de los salarios lucrativos y de ser un lugar acogedor para trabajar, brindaba un extraordinario servicio al cliente.
A Hsieh le encantaba el póquer y trasladó la sede de Zappos a Henderson, Nevada y, finalmente, al centro de Las Vegas.
El 22 de julio de 2009, Amazon.com anunció la adquisición de Zappos.com en un acuerdo valorado en aproximadamente $1.2. mil millones. Se dice que Hsieh ganó al menos $214 millones de la venta, sin incluir el dinero obtenido a través de su antigua firma de inversión Venture Frogs.
El 24 de agosto de 2020, Hsieh se retiró como director ejecutivo de Zappos después de 21 años al mando.

### JetSuite
Hsieh se unió al directorio de JetSuite en 2011. Lideró un siete millones de dólares de inversión en la creciente empresa privada de "aviones muy ligeros". La inversión permitió a JetSuite agregar dos nuevos jets Embraer Phenom 100 que tienen dos pilotos, dos motores y características de seguridad equivalentes a los grandes jets comerciales de pasajeros pero que pesan menos de 10 libras (4,5 kg) y, en consecuencia, son muy eficientes en combustible.

### Proyectos inmobiliarios

#### Proyecto Downtown - Las Vegas
Desde 2009 hasta su muerte, Hsieh, que todavía dirigía el negocio Zappos.com con sede en el centro de Las Vegas, organizó un importante proyecto de remodelación y revitalización para el centro de Las Vegas, que en su mayor parte se ha quedado atrás en comparación con Las Vegas. Hsieh originalmente planeó el Proyecto Downtown como un lugar donde los empleados de Zappos.com pudieran vivir y trabajar, pero el proyecto creció más allá de eso a una visión donde miles de tecnológicos locales y otros empresarios podrían vivir y trabajar. Los proyectos financiados incluyen The Writer's Block, el primer librero independiente en Las Vegas.

#### Park City, Utah
Después de dejar el cargo de director ejecutivo de Zappos en agosto de 2020, Hsieh compró varias propiedades en Park City, Utah con un valor de mercado total de alrededor de 56 millones de dólares.

## Premios
Hsieh recibió el premio Ernst & Young "Entrepreneur of the Year" para la región del norte de California en 2007.
Hsieh fue miembro del equipo de la Universidad de Harvard que ganó el Concurso Internacional de Programación Universitaria ACM de 1993 en Indianápolis, ocupando el primer lugar entre los 31 participantes.

## Publicaciones
El libro de Hsieh Delivering Happiness se centró en sus esfuerzos empresariales. Se describió en muchas publicaciones mundiales, incluidas The Washington Post, CNBC, TechCrunch, The Huffington Post y The Wall Street Journal. Debutó en el número uno en la lista de los más vendidos del New York Times y permaneció en la lista durante 27 semanas consecutivas.

## Vida personal
Hsieh residía principalmente en Las Vegas y también era dueño de una casa en Southern Highlands, Nevada.

## Fallecimiento
En la mañana del 18 de noviembre de 2020, Hsieh resultó herido en un incendio en una casa en New London, Connecticut. Al principio se informó que estaba visitando a su familia para el Día de Acción de Gracias y quedó atrapado en el sótano durante el incendio. Actualmente se está investigando la causa exacta del incendio. Fue rescatado por los bomberos y transportado al Connecticut Burn Center en el Bridgeport Hospital para recibir tratamiento por quemaduras e inhalación de humo, donde murió el 27 de noviembre, a los 46 años.
Después se informó que Hsieh estaba visitando a una ex empleada de Zappos, Rachael Brown, propietaria de la casa que se incendió.

## Otras lecturas
- Hsieh, Tony. Entregando felicidad : un camino hacia las ganancias, la pasión y el propósito, Nueva York : Business Plus, 2010.ISBN 9780446563048.